# Вішньова (гміна, Стрижівський повіт)
Гміна Вішньова (пол. Gmina Wiśniowa) — сільська гміна у східній Польщі. Належить до Стрижівського повіту Підкарпатського воєводства.
Станом на 31 грудня 2011 у гміні проживало 8406 осіб.

## Територія
Згідно з даними за 2007 рік площа гміни становила 83.29 км², у тому числі:
- орні землі: 70.00%
- ліси: 23.00%

Таким чином, площа гміни становить 16.55% площі повіту.

## Історія
1 серпня 1934 р. було створено гміну Вішньова в Коросненському повіті Львівського воєводства Польської республіки (1918—1939) рр.. До неї увійшли нинішні сільські громади та Завадка під Вєлополем.

## Населення
Станом на 31 грудня 2011:
| Опис     | Загалом | Загалом | Чоловіки | Чоловіки | Жінки | Жінки |
| -------- | ------- | ------- | -------- | -------- | ----- | ----- |
| одиниця  | осіб    | %       | осіб     | %        | осіб  | %     |
| все      | 8406    | 100     | 4184     | 49.77    | 4222  | 50.23 |
| міське   | 0       | 100     | 0        |          | 0     |       |
| сільське | 8406    | 100     | 4184     | 49.77    | 4222  | 50.23 |

## Села
Вішньова, Калембіна, Кізлівок, Кожухів, Маркушова, Неводна, Опарівка, Пстругівка, Рожанка, Тулковиці, Шуфнарова, Язова, Ящурова.

## Релігія
До виселення українців у 1945 році в СРСР та депортації в 1947 році в рамках акції Вісла у селах Опарівка і Кізлівок були греко-католицькі громади Короснянського деканату.

## Сусідні гміни
Гміна Вішньова межує з такими гмінами: Вельополе-Скшинське, Вояшувка, Стрижів, Фриштак.